# Nati nel 1995/Marzo
| Questa pagina contiene informazioni ricavate automaticamente dalle voci biografiche con l'ausilio del template Bio e di un bot. L'aggiornamento è periodico e automatico e ricostruisce completamente la pagina. Se manca una persona in questa lista, sei pregato di non aggiungerla, ma accertati piuttosto che la sua voce biografica contenga il template Bio e che i dati anagrafici siano correttamente compilati. Se il template Bio manca, inseriscilo tu stesso o, in alternativa, metti l'avviso {{tmp\|Bio}} che ne segnala la mancanza. Se i dati riportati sono sbagliati, correggi direttamente la voce biografica; le modifiche saranno visibili in questa lista entro pochi giorni. Per chiarimenti vedi il progetto biografie. La lista contiene solo le 495 persone che sono citate nell'enciclopedia e per le quali è stato implementato correttamente il template Bio. Pagina aggiornata al 18 ago 2025. |

- 1º marzo - Hussein Ibrahim Adan, ex calciatore somalo
- 1º marzo - Nemanja Bosančić, calciatore serbo
- 1º marzo - João Carlos Cardoso Santo, calciatore brasiliano
- 1º marzo - Enzo Couacaud, tennista francese
- 1º marzo - Wessel Dammers, calciatore olandese
- 1º marzo - Roy Gelmi, calciatore svizzero
- 1º marzo - Kevin Gutiérrez, ex calciatore messicano
- 1º marzo - Nassourdine Imavov, artista marziale misto francese
- 1º marzo - Elín Metta Jensen, calciatrice islandese
- 1º marzo - Genta Miura, calciatore giapponese
- 1º marzo - Danny Mullen, calciatore scozzese
- 1º marzo - Lubambo Musonda, calciatore zambiano
- 1º marzo - William Parra, calciatore colombiano
- 1º marzo - Giulia Segalini, calciatrice italiana
- 1º marzo - Quinton Stephens, ex cestista statunitense
- 2 marzo - Abdullah Al-Jouei, calciatore saudita
- 2 marzo - Riki Alba, calciatore norvegese
- 2 marzo - Yahia Attiyat Allah, calciatore marocchino
- 2 marzo - Anderson de Jesus Santos, calciatore brasiliano
- 2 marzo - Fabian Bredlow, calciatore tedesco
- 2 marzo - Louise Chevillotte, attrice francese
- 2 marzo - Alexandra Danneel, pattinatrice di short track belga
- 2 marzo - Max Domi, hockeista su ghiaccio canadese
- 2 marzo - Nicolò Fazzi, calciatore italiano
- 2 marzo - Paul Hill, rugbista a 15 britannico
- 2 marzo - Marije van Hunenstijn, velocista olandese
- 2 marzo - Martin Koscelník, calciatore slovacco
- 2 marzo - Sinan Kurt, calciatore tedesco
- 2 marzo - Jenna Laukkanen, nuotatrice finlandese
- 2 marzo - Mats Møller Dæhli, calciatore norvegese
- 2 marzo - Jonny O'Mara, tennista britannico
- 2 marzo - Mike Ott, calciatore tedesco
- 2 marzo - Ange-Freddy Plumain, calciatore francese
- 2 marzo - Dawuane Smoot, giocatore di football americano statunitense
- 2 marzo - Michael Somers, mezzofondista belga
- 2 marzo - Ane Appelkvist Stenseth, fondista norvegese
- 2 marzo - Aranđel Stojković, calciatore serbo
- 2 marzo - Dede Westbrook, giocatore di football americano statunitense
- 2 marzo - Andrej Šimunec, ex calciatore croato
- 3 marzo - Rémi Bonnet, scialpinista e fondista di corsa in montagna svizzero
- 3 marzo - André Bukia, calciatore congolese (Repubblica Democratica del Congo)
- 3 marzo - J'den Cox, lottatore statunitense
- 3 marzo - Bryan Cristante, calciatore italiano
- 3 marzo - Sandro Cutiño, calciatore cubano
- 3 marzo - Maximilian Dittgen, calciatore tedesco
- 3 marzo - Jari Oosterwijk, ex calciatore olandese
- 3 marzo - Cristián Rodríguez, ciclista su strada spagnolo
- 3 marzo - Jelyzaveta Ruban, pallavolista ucraina
- 3 marzo - Oliver Sigurjónsson, calciatore islandese
- 3 marzo - Alex the Astronaut, cantante australiana
- 3 marzo - Josip Ćorluka, calciatore bosniaco
- 4 marzo - Ilirid Ademi, calciatore macedone
- 4 marzo - Ahmed Ahmedov, calciatore bulgaro
- 4 marzo - José Carrillo, calciatore spagnolo
- 4 marzo - Diego Casas, calciatore uruguaiano
- 4 marzo - Laura Gauché, sciatrice alpina francese
- 4 marzo - Max Litchfield, nuotatore britannico
- 4 marzo - Bill Milner, attore britannico
- 4 marzo - Aleksandar Prvanov, giocatore di football americano serbo
- 4 marzo - Camilo Rodríguez, calciatore cileno
- 4 marzo - Aleksandr Vasjutin, calciatore russo
- 4 marzo - Giovanni Vildera, cestista italiano
- 4 marzo - Valerio Vimercati, calciatore italiano
- 5 marzo - Daouda Bamba, calciatore ivoriano
- 5 marzo - Diamond DeShields, cestista statunitense
- 5 marzo - Jordan Graham, calciatore inglese
- 5 marzo - Nico Greetham, attore e ballerino statunitense
- 5 marzo - Mouez Hassen, calciatore francese
- 5 marzo - Dominik Kopeć, velocista polacco
- 5 marzo - Alba Gaïa Bellugi, attrice francese
- 5 marzo - Miguel Medina, calciatore colombiano
- 5 marzo - Bence Mervó, calciatore ungherese
- 5 marzo - Bismarck Montiel, calciatore nicaraguense
- 5 marzo - Marja Mortensson, cantante norvegese
- 5 marzo - Bruno Tubarão, calciatore brasiliano
- 5 marzo - Mikayla Raines, attivista e youtuber statunitense († 2025)
- 5 marzo - Eugeniu Rebenja, calciatore moldavo
- 5 marzo - Dillon Simon, pesista e discobolo dominicense
- 5 marzo - Bernadette Szőcs, tennistavolista rumena
- 5 marzo - Lolo Zouaï, cantautrice francese
- 6 marzo - Aimyon, cantautrice giapponese
- 6 marzo - Annelies Törös, modella belga
- 6 marzo - Maks Barišič, calciatore sloveno
- 6 marzo - Brandon Carnes, velocista statunitense
- 6 marzo - Rosie Day, attrice britannica
- 6 marzo - Lovisa Grant, ex sciatrice alpina svedese
- 6 marzo - Charles Harris, giocatore di football americano statunitense
- 6 marzo - Josh Hart, cestista statunitense
- 6 marzo - Peyman Keshavarzi, calciatore iraniano
- 6 marzo - Georgi Kitanov, calciatore bulgaro
- 6 marzo - Mikita Korzun, calciatore bielorusso
- 6 marzo - Leandro Lencinas, ex calciatore argentino
- 6 marzo - Aminu Umar, calciatore nigeriano
- 6 marzo - Revée Walcott-Nolan, mezzofondista britannica
- 6 marzo - Deon Yelder, giocatore di football americano statunitense
- 6 marzo - Breno Lorran, calciatore brasiliano
- 7 marzo - Urša Bogataj, saltatrice con gli sci slovena
- 7 marzo - Pharoh Cooper, ex giocatore di football americano statunitense
- 7 marzo - Dāvis Geks, cestista lettone
- 7 marzo - Alberto Grassi, calciatore italiano
- 7 marzo - Aboubakar Kamara, calciatore francese
- 7 marzo - Fūma Kikuchi, cantante e attore giapponese
- 7 marzo - Maksim Martusevič, calciatore russo
- 7 marzo - Tomás Martínez, calciatore argentino
- 7 marzo - Mamudu Moro, calciatore ghanese
- 7 marzo - Haley Lu Richardson, attrice e ballerina statunitense
- 7 marzo - Devin Robinson, cestista statunitense
- 7 marzo - Gabriele Rossetti, tiratore a volo italiano
- 7 marzo - Brandon Thomson, rugbista a 15 sudafricano
- 7 marzo - Endrick dos Santos Parafita, calciatore brasiliano
- 8 marzo - Nicola Altini, scacchista italiano
- 8 marzo - Keita Baldé, calciatore senegalese
- 8 marzo - Lucas Bareiro, calciatore argentino
- 8 marzo - Luca Brecel, giocatore di snooker belga
- 8 marzo - Zach Clough, calciatore inglese
- 8 marzo - Marko Gudurić, cestista serbo
- 8 marzo - Florian Kamberi, calciatore svizzero
- 8 marzo - Benjamin Kuku, calciatore nigeriano
- 8 marzo - Jamie Loeb, tennista statunitense
- 8 marzo - Lukas MacNaughton, calciatore canadese
- 8 marzo - Murilo Otávio Mendes, calciatore brasiliano
- 8 marzo - Ėl'mir Nabiullin, calciatore russo
- 8 marzo - Arián Pucheta, calciatore argentino
- 8 marzo - Marciel Silva da Silva, calciatore brasiliano
- 8 marzo - Isaiah Whitehead, cestista statunitense
- 8 marzo - Ali Yaşar, calciatore belga
- 9 marzo - Cristian Arango, calciatore colombiano
- 9 marzo - David Arap, calciatore croato
- 9 marzo - Amanda Benson, pallavolista statunitense
- 9 marzo - Ángel Correa, calciatore argentino
- 9 marzo - Yulián Díaz, giocatore di calcio a 5 colombiano
- 9 marzo - Guo Yihan, pattinatrice di short track cinese
- 9 marzo - Nadežda Karpova, calciatrice russa
- 9 marzo - Edwar López, calciatore colombiano
- 9 marzo - Emiliano Marcondes, calciatore danese
- 9 marzo - Deni Milošević, calciatore belga
- 9 marzo - Federico Paini, ex sciatore alpino italiano
- 9 marzo - Cierra Ramirez, attrice statunitense
- 9 marzo - Siinamota, tastierista, paroliere e compositore giapponese († 2015)
- 9 marzo - Baptiste Santamaria, calciatore francese
- 9 marzo - Ezequiel Unsain, calciatore argentino
- 9 marzo - Gunta Vaičule, velocista lettone
- 9 marzo - Andrej Žilkin, nuotatore russo
- 10 marzo - Naa Anang, lunghista australiana
- 10 marzo - Vladimir Avilov, calciatore estone
- 10 marzo - Michael Gonçalves, calciatore svizzero
- 10 marzo - Grace Victoria Cox, attrice statunitense
- 10 marzo - DaeSean Hamilton, giocatore di football americano statunitense
- 10 marzo - Domingos Duarte, calciatore portoghese
- 10 marzo - Eleonora Furlan, pallavolista italiana
- 10 marzo - Iryna Heraščenko, altista ucraina
- 10 marzo - Jung Ji-seok, pallavolista sudcoreano
- 10 marzo - David Karaev, calciatore russo
- 10 marzo - Martin Krampelj, cestista sloveno
- 10 marzo - Zach LaVine, cestista statunitense
- 10 marzo - Jonathan Mexique, calciatore francese
- 10 marzo - Lucas Pirard, calciatore belga
- 10 marzo - Naor Sharon, cestista israeliano
- 10 marzo - Bipin Singh, calciatore indiano
- 10 marzo - Kolinio Sivoki, calciatore figiano
- 10 marzo - Alvaro Luis Tavares Vieira, calciatore brasiliano
- 10 marzo - Beitske Visser, pilota automobilistica olandese
- 10 marzo - Petăr Vitanov, calciatore bulgaro
- 11 marzo - Domenic Abounader, lottatore statunitense
- 11 marzo - Sasha Alex Sloan, cantautrice statunitense
- 11 marzo - Moisés Roberto Barbosa, calciatore brasiliano
- 11 marzo - Brayan Cortés, calciatore cileno
- 11 marzo - Kazuki Fukai, calciatore giapponese
- 11 marzo - Marlene van Gansewinkel, atleta paralimpica olandese
- 11 marzo - Michaīl Liapīs, cestista greco
- 11 marzo - Aslanbek Sikoev, ex calciatore russo
- 11 marzo - José Welison, calciatore brasiliano
- 11 marzo - Zeus de la Paz, ex calciatore olandese
- 12 marzo - Lucas Acosta, calciatore argentino
- 12 marzo - Andrea Chiarabini, ex tuffatore italiano
- 12 marzo - Mira, cantante rumena
- 12 marzo - Elimane Cissé, calciatore senegalese
- 12 marzo - Sander Coopman, calciatore belga
- 12 marzo - Joé Dwèt Filé, cantante francese
- 12 marzo - Juan Cruz Kaprof, calciatore argentino
- 12 marzo - Leticia Viviane Dias Rodrigues, cestista brasiliana
- 12 marzo - Facundo Monteseirín, calciatore argentino
- 12 marzo - Amos Mosaner, giocatore di curling italiano
- 12 marzo - Francesca Pattaro, ex pistard e ciclista su strada italiana
- 12 marzo - Myo Ko Tun, calciatore birmano
- 13 marzo - Jack Auty, ex sciatore alpino statunitense
- 13 marzo - Zella Day, cantante statunitense
- 13 marzo - Evan Dimas, calciatore indonesiano
- 13 marzo - Jang Su-jeong, tennista sudcoreana
- 13 marzo - Nicky Lopez, giocatore di baseball statunitense
- 13 marzo - Emmanuel Morin, ciclista su strada francese
- 13 marzo - Antōnīs Ntentakīs, calciatore greco
- 13 marzo - Kristen Scott, attrice pornografica statunitense
- 13 marzo - Mikaela Shiffrin, sciatrice alpina statunitense
- 13 marzo - Carlos Small, calciatore panamense
- 13 marzo - Jan Carlos Vargas, calciatore panamense
- 13 marzo - Anna Vjachireva, pallamanista russa
- 14 marzo - Brandon Aubrey, ex calciatore e giocatore di football americano statunitense
- 14 marzo - Andrew Benesh, ex pallavolista statunitense
- 14 marzo - Mackenzie Brown, arciera statunitense
- 14 marzo - Gabriel Costa França, calciatore brasiliano
- 14 marzo - Gautier Dautremer, velocista francese
- 14 marzo - Sebbe De Buck, snowboarder belga
- 14 marzo - Rachel Hilbert, modella statunitense
- 14 marzo - Ike Iroegbu, cestista statunitense
- 14 marzo - Mathias Le Turnier, ciclista su strada francese
- 14 marzo - Sanja Mandić, cestista serba
- 14 marzo - José Luis Mosquera Moreno, calciatore colombiano
- 14 marzo - Nozomi Okuhara, giocatrice di badminton giapponese
- 14 marzo - Matteo Pistolesi, pallavolista italiano
- 14 marzo - Sandy Walsh, calciatore olandese
- 14 marzo - Davide Zanetti, rugbista a 15 italiano
- 15 marzo - Momoka Ariyasu, cantante giapponese
- 15 marzo - Abraham Attobrah, ex calciatore ghanese
- 15 marzo - Benjamin Auffret, ex tuffatore francese
- 15 marzo - Quanesha Burks, lunghista statunitense
- 15 marzo - Jhonatan Candia, calciatore uruguaiano
- 15 marzo - Choi Kyoung-rok, calciatore sudcoreano
- 15 marzo - Kaela Davis, cestista statunitense
- 15 marzo - Rick Dekker, calciatore olandese
- 15 marzo - Yann Rolim, calciatore brasiliano
- 15 marzo - Chiara Ferrario, calciatrice italiana
- 15 marzo - János Hahn, calciatore ungherese
- 15 marzo - Mohamed Hamdy, calciatore egiziano
- 15 marzo - Lamin Jawo, calciatore gambiano
- 15 marzo - Maryse Luzolo, lunghista tedesca
- 15 marzo - Quincy Malekani, velocista zambiana
- 15 marzo - Guillermo Martínez Ayala, calciatore messicano
- 15 marzo - Nicklas Mouritsen, calciatore danese
- 15 marzo - Kalidiatou Niakaté, pallamanista francese
- 15 marzo - Jarosław Niezgoda, calciatore polacco
- 15 marzo - Jabari Parker, cestista statunitense
- 15 marzo - Jessica Rivero, pallavolista spagnola
- 15 marzo - Ricky Seals-Jones, giocatore di football americano statunitense
- 15 marzo - Sérgio Antônio Soler de Oliveira Júnior, calciatore brasiliano
- 15 marzo - Ludvy Vaillant, ostacolista e velocista francese
- 15 marzo - Rodrigo Vilela, calciatore portoghese
- 15 marzo - Petar Vorkapić, cestista serbo
- 15 marzo - Nicolas Wimmer, calciatore austriaco
- 16 marzo - Ailton Ferreira Silva, calciatore brasiliano
- 16 marzo - Alexander Barboza, calciatore argentino
- 16 marzo - Pedro Barros, skater brasiliano
- 16 marzo - Marie Benoît, tennista belga
- 16 marzo - Saki Hayashi, cestista giapponese
- 16 marzo - Bryan Henning, calciatore tedesco
- 16 marzo - Sabastian Kimaru Sawe, mezzofondista keniota
- 16 marzo - Mihai Mihuț, lottatore rumeno
- 16 marzo - Tobias Potye, altista tedesco
- 16 marzo - Justin Reyes, cestista statunitense
- 16 marzo - Michele Somma, calciatore italiano
- 16 marzo - Tang Jiali, calciatrice cinese
- 16 marzo - Aïssatou Tounkara, calciatrice francese
- 16 marzo - Adrián Vallés, astista spagnolo
- 17 marzo - Finn Butcher, canoista neozelandese
- 17 marzo - Miguel Castroman, calciatore svizzero
- 17 marzo - Kei Chinen, calciatore giapponese
- 17 marzo - Guillermo Cotugno, calciatore uruguaiano
- 17 marzo - Nikola Dudášová, cestista slovacca
- 17 marzo - Luca Fazzini, hockeista su ghiaccio svizzero
- 17 marzo - Lisa Sophie Gericke, bobbista e ex pattinatrice di velocità su ghiaccio tedesca
- 17 marzo - Maksim Karpov, calciatore russo
- 17 marzo - Joel Lützow, attore svedese
- 17 marzo - Thiago Martins Bueno, calciatore brasiliano
- 17 marzo - Christian Mekowulu, cestista nigeriano
- 17 marzo - Moris Qvitelashvili, pattinatore artistico su ghiaccio russo
- 17 marzo - Ángel Rivera, ex cestista portoricano
- 17 marzo - Alisson Safira, calciatore brasiliano
- 17 marzo - Claressa Shields, pugile e artista marziale mista statunitense
- 17 marzo - Amanda Sifferlen, pallavolista statunitense
- 17 marzo - Lucas Suárez, calciatore argentino
- 17 marzo - Amalie Thestrup, calciatrice danese
- 17 marzo - Glen Toonga, giocatore di football americano britannico
- 17 marzo - Szabolcs Varga, calciatore ungherese
- 18 marzo - Irina Maria Bara, tennista romena
- 18 marzo - Antonio Barreca, calciatore italiano
- 18 marzo - Julia Goldani Telles, attrice statunitense
- 18 marzo - Pierluigi Gollini, calciatore italiano
- 18 marzo - Tibor Halilović, calciatore croato
- 18 marzo - Tink, rapper e cantante statunitense
- 18 marzo - Hugo Gomes dos Santos Silva, calciatore brasiliano
- 18 marzo - Michel Joelsas, attore brasiliano
- 18 marzo - Andrea Mattone, atleta paralimpico italiano
- 18 marzo - Nicolás Reniero, calciatore argentino
- 18 marzo - Kaio Mendes, calciatore brasiliano
- 18 marzo - Frederico Ferreira Silva, tennista portoghese
- 18 marzo - Damjan Šiškovski, calciatore macedone
- 19 marzo - Ana Bajić, taekwondoka serba
- 19 marzo - Héctor Bellerín, calciatore spagnolo
- 19 marzo - Philip Bolden, attore statunitense
- 19 marzo - Aleksandar Bursać, cestista serbo
- 19 marzo - Sanni Franssi, calciatrice finlandese
- 19 marzo - Donte Grantham, cestista statunitense
- 19 marzo - Lin Gaoyuan, tennistavolista cinese
- 19 marzo - Julia Montés, attrice e modella filippina
- 19 marzo - Kasper Skaanes, calciatore norvegese
- 19 marzo - Thomas Strakosha, calciatore albanese
- 19 marzo - Clayson Henrique da Silva Vieira, calciatore brasiliano
- 20 marzo - Lindsay Allen, cestista statunitense
- 20 marzo - Johan Berg, sciatore freestyle norvegese
- 20 marzo - Dorian Caddy, calciatore francese
- 20 marzo - Eleonora Cadeddu, attrice italiana
- 20 marzo - Kevin Carabantes, calciatore salvadoregno
- 20 marzo - Fancy Chemutai, maratoneta e mezzofondista keniota
- 20 marzo - Leonardo Cesar Jardim, calciatore brasiliano
- 20 marzo - Shamier Little, ostacolista statunitense
- 20 marzo - Martina Piazza, calciatrice italiana
- 20 marzo - Ippėj Sinodzuka, ex calciatore russo
- 20 marzo - Artur Szalpuk, pallavolista polacco
- 20 marzo - Mamadou Thiam, calciatore francese
- 20 marzo - Emma Tonegato, rugbista a 7 e rugbista a 13 australiana
- 20 marzo - Antonio Tuivuna, calciatore figiano
- 20 marzo - Deklan Wynne, calciatore neozelandese
- 20 marzo - Saša Zdjelar, calciatore serbo
- 21 marzo - Nathan Adrian, cestista statunitense
- 21 marzo - Oren Burks, giocatore di football americano statunitense
- 21 marzo - RJ Cyler, attore statunitense
- 21 marzo - Juan Fuentes, calciatore cileno
- 21 marzo - Enis Gavazaj, calciatore albanese
- 21 marzo - Dadi Dodou Gaye, calciatore norvegese
- 21 marzo - Ahmed Hill, cestista statunitense
- 21 marzo - Milan Jokić, calciatore serbo
- 21 marzo - Sebastian Joseph-Day, giocatore di football americano statunitense
- 21 marzo - Đorđe Kaplanović, cestista serbo
- 21 marzo - Jorgo Meksi, calciatore albanese
- 21 marzo - Hany Mukhtar, calciatore tedesco
- 21 marzo - Nick Mullens, giocatore di football americano statunitense
- 21 marzo - Artëm Nyč, ciclista su strada russo
- 21 marzo - A'Shawn Robinson, giocatore di football americano statunitense
- 21 marzo - Linden Stephens, giocatore di football americano statunitense
- 21 marzo - Ahkello Witherspoon, giocatore di football americano statunitense
- 21 marzo - Sagiv Yehezkel, calciatore israeliano
- 21 marzo - Júlio César de Freitas Filho, calciatore brasiliano
- 21 marzo - Brano Đukanović, cestista serbo
- 22 marzo - Joe Abrigo, calciatore cileno
- 22 marzo - Denis Alekseevič Davydov, calciatore russo
- 22 marzo - Javon East, calciatore giamaicano
- 22 marzo - Julián Fernández, calciatore argentino
- 22 marzo - Viktor Gustafson, calciatore svedese
- 22 marzo - Ian Gut, ex sciatore alpino svizzero
- 22 marzo - Isaac Hayden, calciatore giamaicano
- 22 marzo - Stefan Ilzhöfer, cestista tedesco
- 22 marzo - Mehdi Meskar, attore italiano
- 22 marzo - Nick Robinson, attore statunitense
- 22 marzo - Santiago Rosales, calciatore argentino
- 22 marzo - Luc Steins, pallamanista olandese
- 23 marzo - Davide Banini, hockeista su pista italiano
- 23 marzo - Michael Cherry, velocista statunitense
- 23 marzo - Renato Giammarioli, rugbista a 15 italiano
- 23 marzo - Giulia Grassino, calciatrice italiana
- 23 marzo - CJ Hamilton, calciatore inglese
- 23 marzo - Alex Kessidis, lottatore svedese
- 23 marzo - Vincent Kesteloot, cestista belga
- 23 marzo - Ester Ledecká, snowboarder e sciatrice alpina ceca
- 23 marzo - Jan Lisiecki, pianista e musicista canadese
- 23 marzo - Ivan Lučić, calciatore austriaco
- 23 marzo - Guido Mainero, calciatore argentino
- 23 marzo - Victoria Pedretti, attrice statunitense
- 23 marzo - Scott Quessenberry, giocatore di football americano statunitense
- 23 marzo - Juan Sebastián Quintero, calciatore colombiano
- 23 marzo - Maxime Roos, cestista francese
- 23 marzo - Matthias Salzburger, regista, sceneggiatore e produttore cinematografico italiano
- 23 marzo - Alessandro Spatti, cestista italiano
- 23 marzo - Dora Tchakounté, sollevatrice francese
- 23 marzo - Ozan Tufan, calciatore turco
- 24 marzo - Mykyta Burda, calciatore ucraino
- 24 marzo - Dario Del Fabro, calciatore italiano
- 24 marzo - Lucas Delgado, calciatore argentino
- 24 marzo - Enzo Zidane, ex calciatore francese
- 24 marzo - Corentin Fiore, calciatore belga
- 24 marzo - Núrio Fortuna, calciatore angolano
- 24 marzo - Alush Gavazaj, calciatore kosovaro
- 24 marzo - Miloš Koprivica, cestista serbo
- 24 marzo - Juraj Kozić, cestista croato
- 24 marzo - Andreas Kuen, calciatore austriaco
- 24 marzo - Nimrod Levi, cestista israeliano
- 24 marzo - Luca Lezzerini, calciatore italiano
- 24 marzo - Paul Marie, calciatore francese
- 24 marzo - Alexander McQueen, ex calciatore grenadino
- 24 marzo - Matteo Milani, kickboxer e taekwondoka italiano
- 24 marzo - Michał Nalepa, calciatore polacco
- 24 marzo - Álex Remiro, calciatore spagnolo
- 24 marzo - Jeremy Senglin, cestista statunitense
- 25 marzo - Fabiola Conti, mezzofondista e fondista di corsa in montagna italiana
- 25 marzo - Bradley Forbes-Cryans, ex canoista britannico
- 25 marzo - Gerrit Holtmann, calciatore tedesco
- 25 marzo - Zoltán Lévai, lottatore slovacco
- 25 marzo - Manuel Meli, doppiatore italiano
- 25 marzo - Logan Owen, ciclista su strada e ciclocrossista statunitense
- 25 marzo - Abdullah Qazi, ex calciatore pakistano
- 25 marzo - Sergej Rjabko, speedcuber russo
- 25 marzo - Esteban Rolón, calciatore argentino
- 25 marzo - Jorrit Smeets, ex calciatore olandese
- 25 marzo - Carlos Vinícius, calciatore brasiliano
- 25 marzo - Jennifer Warling, karateka lussemburghese
- 25 marzo - Mike White, giocatore di football americano statunitense
- 25 marzo - Leonardo Arthur de Melo, calciatore brasiliano
- 26 marzo - Bilal Başaçikoğlu, calciatore olandese
- 26 marzo - David Costas, calciatore spagnolo
- 26 marzo - Giorgi Gorozia, ex calciatore georgiano
- 26 marzo - Bruno Leite, calciatore capoverdiano
- 26 marzo - Ilia Isorelýs Paulino, attrice e produttrice cinematografica statunitense
- 26 marzo - Markus Pavic, calciatore austriaco
- 26 marzo - Luca Raggio, ex ciclista su strada italiano
- 26 marzo - Milad Sarlak, calciatore iraniano
- 26 marzo - Kipling Weisel, ex sciatore alpino statunitense
- 27 marzo - Villano Antillano, rapper e cantante portoricana
- 27 marzo - Taylor Atelian, attrice, ballerina e cantante statunitense
- 27 marzo - Mac Bohonnon, sciatore freestyle statunitense
- 27 marzo - Reece Clarke, danzatore scozzese
- 27 marzo - Marlon Freitas, calciatore brasiliano
- 27 marzo - Te Atawhai Hudson-Wihongi, calciatore neozelandese
- 27 marzo - Mihovil Klapan, calciatore croato
- 27 marzo - Mateo Kocijan, calciatore croato
- 27 marzo - John-Henry Krueger, pattinatore di short track statunitense
- 27 marzo - Katarzyna Madrowska, lottatrice polacca
- 27 marzo - Mathieu Maertens, calciatore belga
- 27 marzo - Aslıhan Malbora, attrice turca
- 27 marzo - Luís Javier Mosquera, sollevatore colombiano
- 27 marzo - Reuven Niemeijer, calciatore olandese
- 27 marzo - Ygor Nogueira, calciatore brasiliano
- 27 marzo - Martín Payares, calciatore colombiano
- 27 marzo - Édson Samms, calciatore panamense
- 27 marzo - Sven Sprangler, calciatore austriaco
- 27 marzo - Bill Tuiloma, calciatore neozelandese
- 27 marzo - Zaur Uguev, lottatore russo
- 27 marzo - Vinícius Tanque, calciatore brasiliano
- 28 marzo - Martin Falk, allenatore di calcio svedese
- 28 marzo - Justin Jackson, cestista statunitense
- 28 marzo - Bruce Kamau, calciatore keniota
- 28 marzo - Vladislav Lëvin, calciatore russo
- 28 marzo - Alberto Martín Marín, cestista spagnolo
- 28 marzo - Josh Morrissey, hockeista su ghiaccio canadese
- 28 marzo - Al-Quadin Muhammad, giocatore di football americano statunitense
- 28 marzo - Shaneel Naidu, calciatore figiano
- 28 marzo - Killian Peier, saltatore con gli sci svizzero
- 28 marzo - Will Smith, giocatore di baseball statunitense
- 28 marzo - Trần Minh Vương, calciatore vietnamita
- 29 marzo - Filippo Bandinelli, calciatore italiano
- 29 marzo - Ben Bentil, cestista ghanese
- 29 marzo - Leonardo Capezzi, calciatore italiano
- 29 marzo - Devin Davis, cestista statunitense
- 29 marzo - Gustavo Ermel, calciatore brasiliano
- 29 marzo - Kay Felder, cestista statunitense
- 29 marzo - Amy Fraser, sciatrice freestyle canadese
- 29 marzo - Daniel Ibáñez, calciatore argentino
- 29 marzo - One, rapper, cantante e cantautore sudcoreano
- 29 marzo - Deidre Laurens Jordaan, giocatrice di badminton sudafricana
- 29 marzo - Álvaro Montero, calciatore colombiano
- 29 marzo - Souheil Mouhoudine, giocatore di calcio a 5 francese
- 29 marzo - Marc Musso, attore statunitense
- 29 marzo - Zach Panning, maratoneta statunitense
- 29 marzo - Frantzdy Pierrot, calciatore haitiano
- 29 marzo - Gabriel Pérez, ex calciatore uruguaiano
- 29 marzo - Enrico Riccobon, mezzofondista italiano
- 29 marzo - Paul Seguin, calciatore tedesco
- 29 marzo - Christian Strong, giocatore di football americano canadese
- 29 marzo - Michel Tabárez, ex calciatore uruguaiano
- 29 marzo - Kristina Tomić, taekwondoka croata
- 29 marzo - Gunnar Vatnhamar, calciatore faroese
- 29 marzo - Jerry Voutilainen, calciatore finlandese
- 30 marzo - Simone Ashley, attrice britannica
- 30 marzo - Jihad Ayoub, calciatore libanese
- 30 marzo - Scott Fraser, calciatore scozzese
- 30 marzo - Tao Geoghegan Hart, ciclista su strada britannico
- 30 marzo - Vladimir Ghinaitis, calciatore moldavo
- 30 marzo - Ian Harkes, calciatore statunitense
- 30 marzo - Gaëtan Hendrickx, calciatore belga
- 30 marzo - Zay Jones, giocatore di football americano statunitense
- 30 marzo - Anna Moorhouse, calciatrice inglese
- 30 marzo - Jaime Moreno Ciorciari, calciatore venezuelano
- 30 marzo - Zabihillo O'rinboyev, calciatore uzbeko
- 30 marzo - Alice Ogebe, calciatrice nigeriana
- 30 marzo - Vinícius Rocha, giocatore di calcio a 5 brasiliano
- 30 marzo - Ivo Rodrigues, calciatore portoghese
- 30 marzo - Josh Sheehan, calciatore gallese
- 30 marzo - Thomas Smallwood, cestista francese
- 30 marzo - Arthur Szwarc, pallavolista canadese
- 30 marzo - Anders Trondsen, calciatore norvegese
- 31 marzo - Rabia Al-Alawi, calciatore omanita
- 31 marzo - Amar Alibegović, cestista bosniaco
- 31 marzo - Bohdan Blyznjuk, cestista ucraino
- 31 marzo - Fiona Brown, calciatrice scozzese
- 31 marzo - Héctor Bustamante, calciatore paraguaiano
- 31 marzo - Brandon Butler jr, giocatore di football americano tedesco
- 31 marzo - Lukáš Hůlka, calciatore ceco
- 31 marzo - Izabella Frederico Sangalli, cestista brasiliana
- 31 marzo - Chase Josey, snowboarder statunitense
- 31 marzo - Mourad Laachraoui, taekwondoka belga
- 31 marzo - Anna Magnusson, biatleta svedese
- 31 marzo - Mason McCoy, giocatore di baseball statunitense
- 31 marzo - Yannick Ngakoue, giocatore di football americano statunitense
- 31 marzo - Maecky Ngombo, calciatore belga
- 31 marzo - Aleksa Nikolić, cestista serbo
- 31 marzo - Daphne Scoccia, attrice italiana
- 31 marzo - Cheick Traoré, calciatore francese